# Міхал Мак
Міхал Мак (пол. Michał Mak, нар. 14 листопада 1991 , Суха-Бескидзька, Польща) — польський футболіст, нападник футбольної команди «Лехія» з міста Гданськ.

## Досягнення
- Володар Кубка Польщі (1):

«Лехія» (Гданськ): 2019